# Chamaeleo schubotzi
Chamaeleo schubotzi är en ödleart som beskrevs av  Richard Sternfeld 1912. Chamaeleo schubotzi ingår i släktet Chamaeleo och familjen kameleonter. Inga underarter finns listade i Catalogue of Life.